# Andrena arsinoe
Andrena arsinoe är en biart som beskrevs av Otto Schmiedeknecht 1900. Andrena arsinoe ingår i släktet sandbin, och familjen grävbin. Inga underarter finns listade i Catalogue of Life.